# 黃秉怡
黃秉怡，現為無綫電視編劇、編審。在無綫擔任《衝上雲霄II》等作品編劇，於2016年被升任編審，首部編審劇集是與陳寶燕合作的《味想天开》。
配偶是無綫電視劇監製林肯。

## 編審／編劇列表

### 電視劇（無綫電視）
- 2009年：《巴不得爸爸...》編劇
- 2010年：《搜下留情》編劇
- 2011年：《花花世界花家姐》編劇
- 2012年：《耀舞長安》編劇
- 2013年：《On Call 36小時II》編劇
- 2014年：《衝上雲霄II》編劇
- 2015年：《衝線》編劇
- 2016年：《性在有情》編劇
- 2017年：《味想天開》編審+編劇（與陳寶燕合作）
- 2018年：《翻生武林》編審+編劇（與湯健萍合作）、《BB來了》編審+編劇
- 2019年：《包青天再起風雲》編審（21-30集）+編劇（與關頌玲、鍾若詩合作）、《她她她的少女時代》編審+編劇（與李昊合作）
- 2021年：《爱美丽狂想曲》編審+編劇（與關頌玲、黎家明合作）、《寶寶大過天》編審+編劇
- 2022年：《鐵拳英雄》编劇
- 2024年：《婚後事》編審+編劇